# Fluoro-tremolite
La fluoro-tremolite (simbolo IMA: Ftr) è un raro minerale del supergruppo dell'anfibolo, all'interno del quale viene collocato nel "gruppo degli anfiboli con W(OH,F,Cl)-dominante" e da lì al sottogruppo degli anfiboli di calcio dove occupa un posto nel "gruppo contenente la radice tremolite nel nome"; essendo un anfibolo, appartiene agli inosilicati e pertanto alla famiglia minerale dei "silicati", e possiede composizione chimica ☐Ca2Mg5Si8O22F2.
La fluoro-tremolite è definita con:
- magnesio dominante in posizione C
- fluoro dominante in posizione W.

## Etimologia e storia
La fluoro-tremolite deve il proprio nome al suo contenuto di fluoro e alla sua relazione con la tremolite, che a sua volta prende il nome dalla Val Tremola nel massiccio del San Gottardo (Svizzera).
Il campione tipo è conservato presso il Franklin Mineral Museum di Franklin (New Jersey) con il numero di catalogo 7710.

## Classificazione
La fluoro-tremolite è stata approvata come specie minerale indipendente nel 2016, ma è comunque elencata nella classica nona edizione della sistematica dei minerali di Strunz, aggiornata dall'IMA fino al 2009, poiché era stata pubblicata senza l'approvazione della Commissione per i Nuovi Minerali, la Nomenclatura e la Classificazione (CNMNC) con il nome di fluorotremolite; nella nona edizione il minerale compare nella classe "9. Silicati (germanati)" e da lì nella sottoclasse "9.D Inosilicati"; questa viene suddivisa più finemente in base alla struttura cristallina del minerale, in modo tale che la fluoro-tremolite possa essere trovata nella sezione "9.DE Inosilicati con catene doppie di periodo 2, Si4O11; clinoanfiboli", dove forma il sistema nº 9.DE.10 insieme a moltissimi altri clinoanfiboli, molti dei quali in seguito non più riconosciuti come specie minerali a sé.
Tale classificazione resta invariata anche nell'edizione successiva, proseguita dal database "mindat.org" e chiamata Classificazione Strunz-mindat.
Nella Sistematica dei lapis (Lapis-Systematik) di Stefan Weiß la fluoro-tremolite si trova nella classe dei "silicati" e nella sottoclasse degli "inosilicati"; qui è nella sezione riservata ai minerali con struttura "[Si4O11] a due bande 6-; gruppo degli anfiboli; Ca2-anfiboli" dove forma il sistema nº VIII/F.10.

## Abito cristallino
La fluoro-tremolite cristallizza nel sistema monoclino nel gruppo spaziale C2/m (gruppo nº 12) con i parametri reticolari a = 9,846(2) Å, b = 18,050(3) Å, c = 5,277(1) Å e β = 104,80(2)°, oltre ad avere 2 unità di formula per cella unitaria.

## Origine e giacitura
La fluoro-tremolite forma le rocce all'interno degli skarn e la paragenesi è con calcite, condrodite e pirrotite.
La fluoro-tremolite è un minerale piuttosto raro ed è stato trovato solo in pochi siti: la sua località tipo, la cava di "Lime Crest" (41.05556°N 74.68333°W) presso Sparta (nella contea di Sussex, New Jersey) e, sempre nella medesima contea, presso Ogdensburg; negli Stati Uniti il minerale è stato rinvenuto anche a Macomb e Fowler (nella contea di St. Lawrence) oltre che a Warwick e Tuxedo (contea di Orange).
Altri luoghi sono: il monte Calvario a Biancavilla (Sicilia, Italia); la miniera di "Dannemora" a Östhammar (Svezia), mentre sono in fase di accertamenti le segnalazioni di ritrovamenti a Brebu (Romania) e Monmouth nella contea di Haliburton (in Ontario, Canada).

## Forma in cui si presenta in natura
La fluoro-tremolite si presenta in cristalli da lamellari a prismatici. Il minerale è trasparente con lucentezza vitrea, il colore va dal verdino chiaro all'incolore mentre il colore del suo striscio è grigio.